# Museo di Capodimonte
Het paleis van Capodimonte waar het museum van Capodimonte (Italiaans: Museo di Capodimonte) in is gevestigd, is een groot Bourbons paleis in Napels, dat diende als zomerresidentie voor de koningen der Beide Siciliën.
Het museum werd officieel ingehuldigd in 1957, hoewel de zalen van het paleis vele van de kunstwerken al sinds 1759 huisvest. De collectie omvat schilderijen, beeldhouwwerken en decoratieve kunst en kan ingedeeld worden in twee belangrijkste collecties, waaronder de Collezione Farnese, teruggaand naar de opbouw door Alessandro Farnese, gekend als paus Paulus III. In deze collectie zitten meesterwerken van onder meer Rafaël, Titiaan, Parmigianino, Pieter Bruegel de Oude, El Greco, Lodovico Carracci en Guido Reni. Ze bevat ook Romeinse beeldhouwwerken uit de oudheid.
De tweede collectie van het museum is de Galleria Napoletana, verzameld uit paleizen en kerken in de stad en haar omgeving, en in het paleis van Capodimonte samengebracht om veiligheidsredenen. Tot deze collectie behoort werk van Simone Martini, Colantonio, Caravaggio, Ribera, Luca Giordano en Francesco Solimena. Ook belangrijk is de hedendaagse kunstcollectie, in zijn vorm uniek in Italië, waaronder ook het werk Vesuvius van Andy Warhol uit 1985.
Verder zijn er schilderijen van Masaccio, Michelangelo, Fra Angelico, Giovanni Bellini, Giotto di Bondone, Lorenzo Lotto, Andrea Mantegna, Botticelli, Perugino, Filippino Lippi, Andrea del Sarto, Cranach en Albrecht Dürer.
Het museum bevat de grootste Italiaanse collectie van porselein van Capodimonte.
Naast het museum, op de Belvedere van het park Capodimonte, staat een marmeren fontein.

## Belangrijke werken in het museum

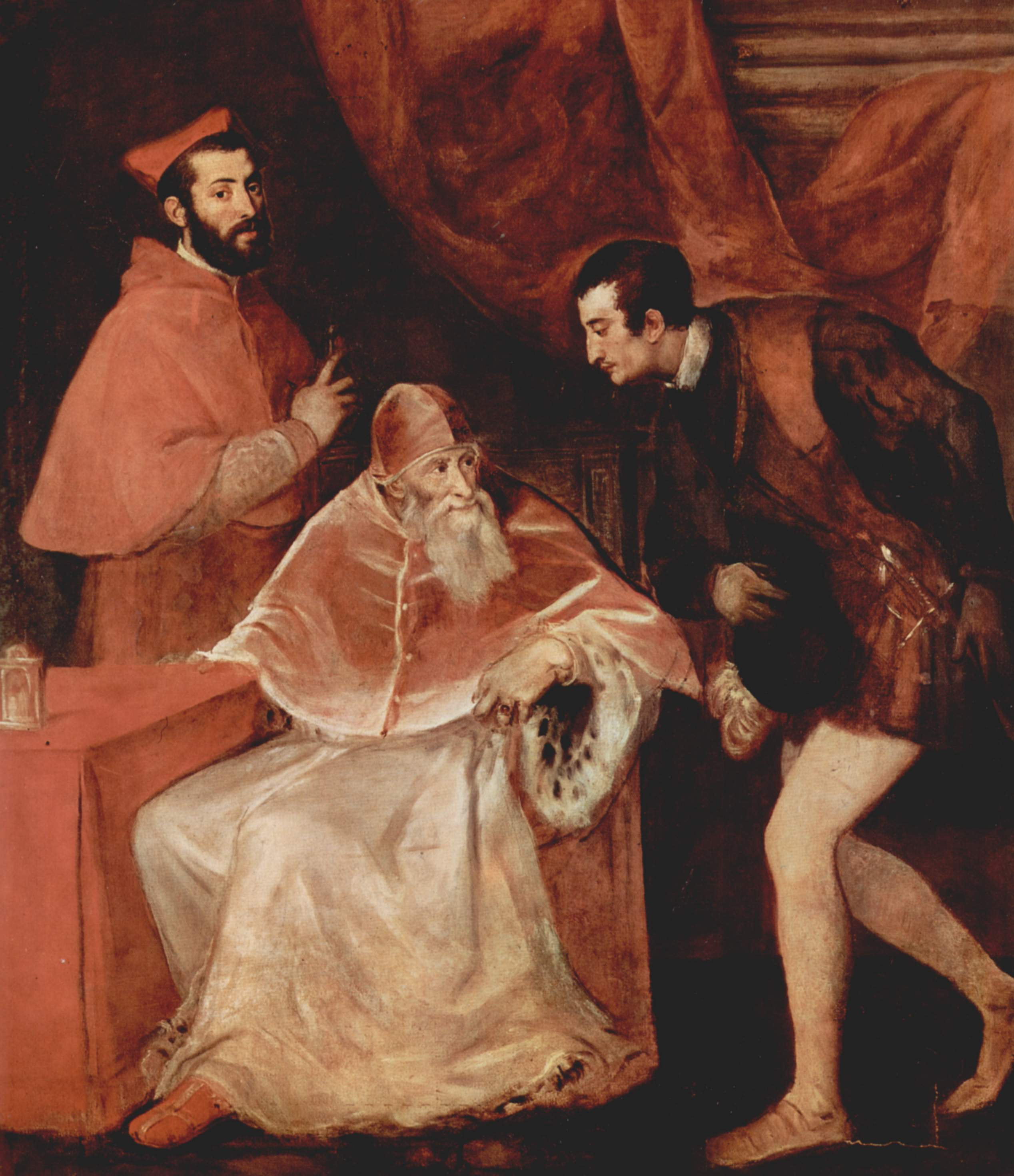
Titiaan: Paus Paul III. en zijn zonen
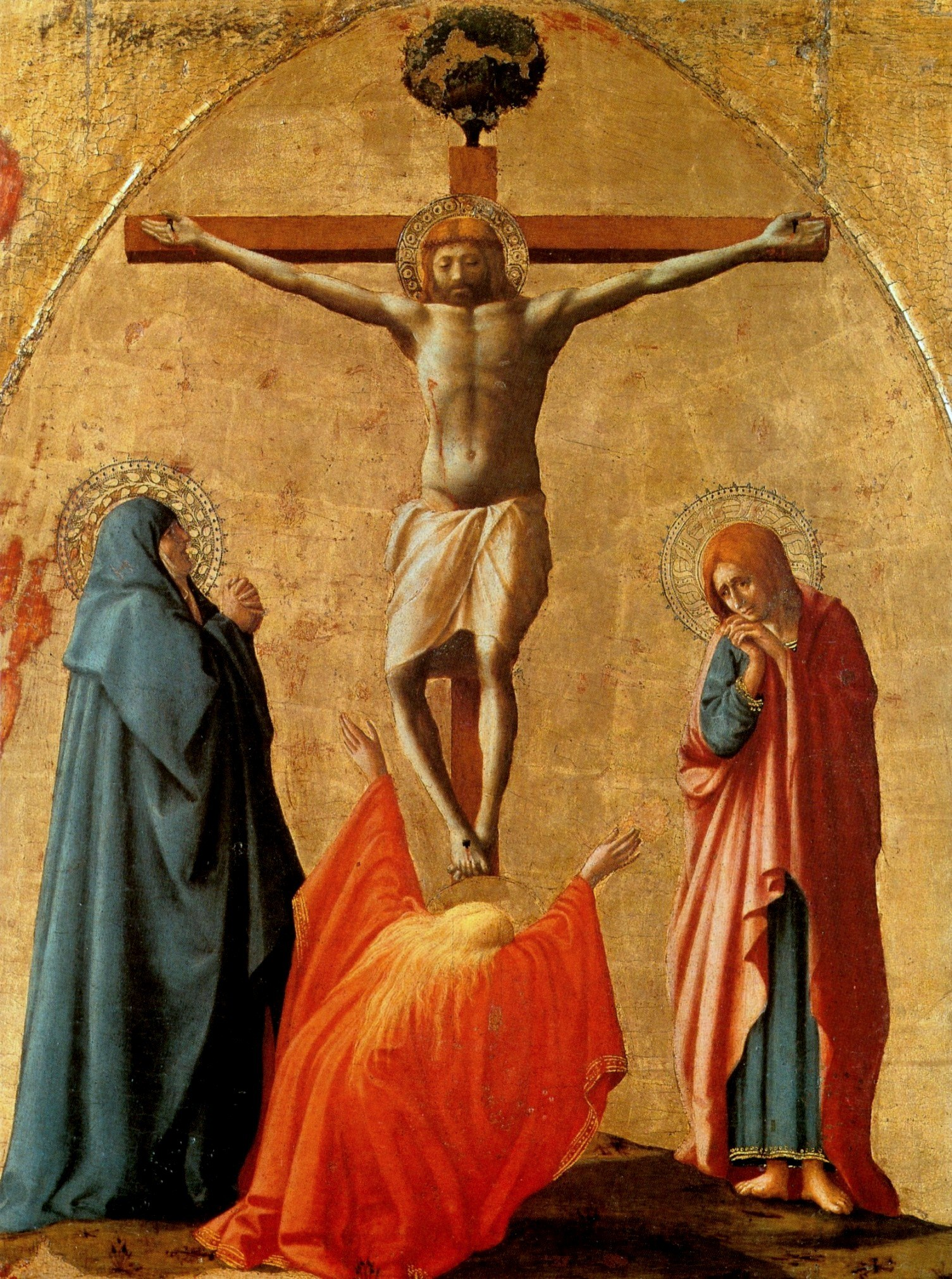
Masaccio: Kruisiging
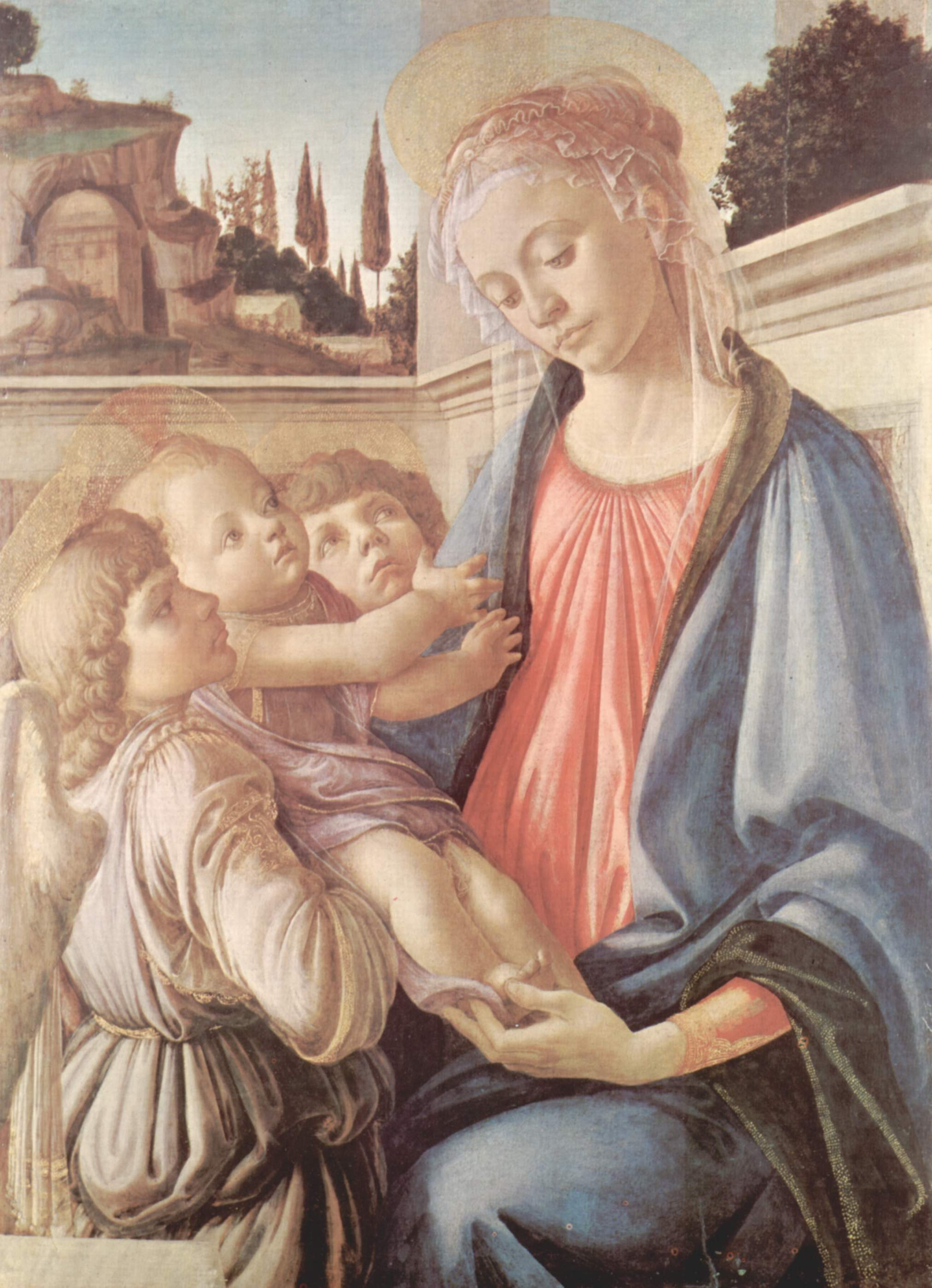
Sandro Botticelli: Maria en twee engelen
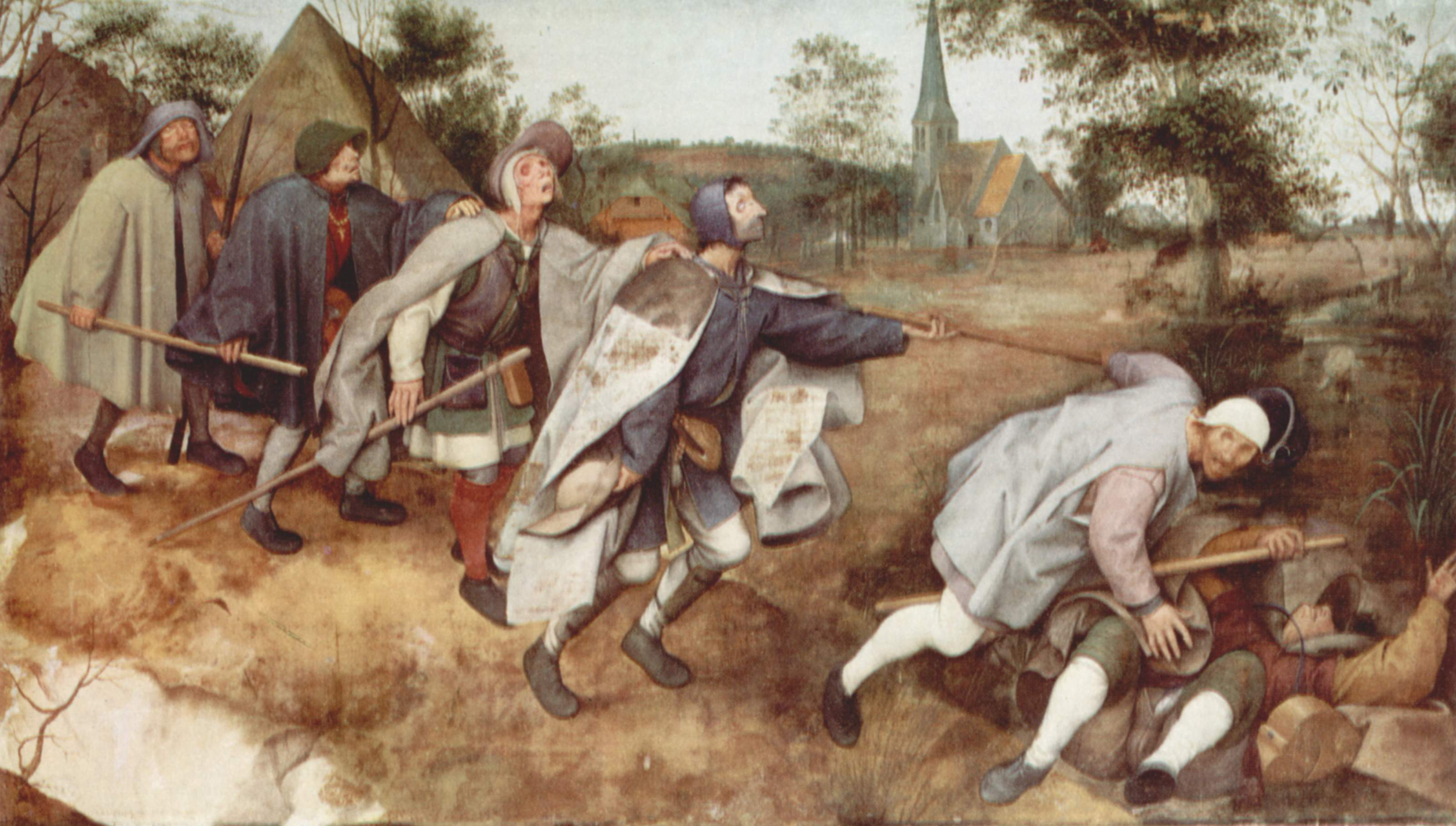
Pieter Bruegel de Oude: De parabel der blinden
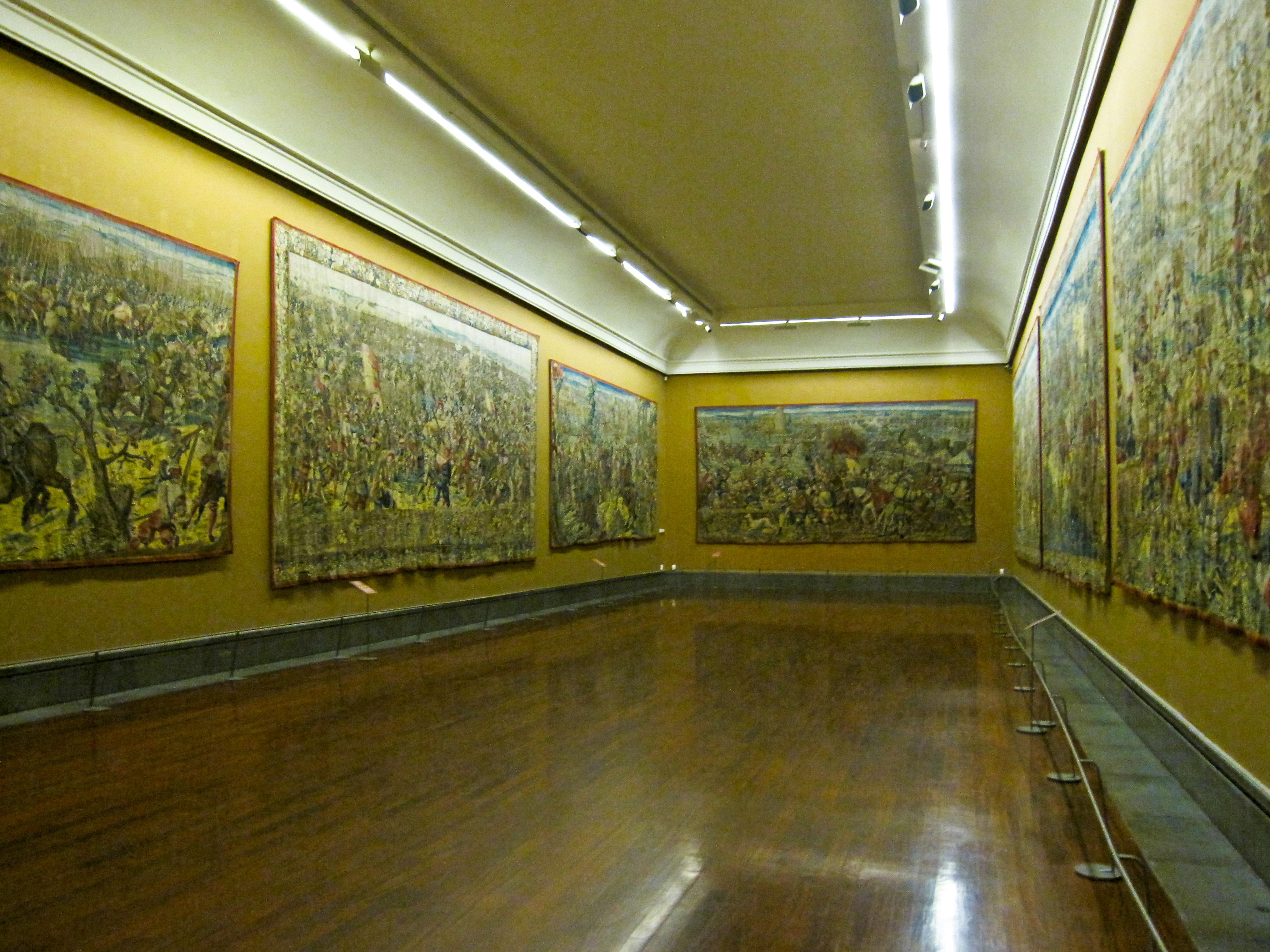
Brusselse tapijtreeks: De Slag bij Pavia

- Bibsys: 97037908
- Gemeinsame Normdatei: 4285175-0
- International Standard Name Identifier: 0000 0001 2188 5096
- Library of Congress Control Number: n79093843
- Bibliotheek van het Japanse parlement: 00849495
- Nationale Bibliotheek van Tsjechië: olak2005203684
- Nationale Bibliotheek van Israël: 987007344776605171
- Système universitaire de documentation: 034327339
- Virtual International Authority File: 153512283